# Calycophyllum
Calycophyllum é um género botânico pertencente à família Rubiaceae. O grupo inclui, entre outras espécies, o pau-mulato.